# Vilar de Andorinho
Vilar de Andorinho ist eine Gemeinde im Nordwesten Portugals.
Vilar de Andorinho gehört zum Kreis Vila Nova de Gaia im Distrikt Porto, besitzt eine Fläche von 7,1 km² und hat 18.003 Einwohner (Stand 19. April 2021).

## Bauwerke (Auswahl)
- Quinta de Baixo
- Quinta do Outeiro
- Parque Biológico de Gaia, zusammen mit Avintes